# Rima masculina
En la mètrica poètica catalana, rima masculina fa referència a les rimes en paraula aguda. Per extensió es coneixen com a versos masculins aquells que tenen una rima masculina.
Aquelles rimes que no són masculines són conegudes com a rimes femenines (rimes en paraules planes o esdrúixoles).
Exemple: 
En ma terra del Vallès a

tres turons fan una serra, b

quatre pins, un bosc espès, a

cinc quarteres massa terra. b

Com el Vallès no hi ha res ! a

Última síl·laba és masculina i posem "a", en canvi penúltima síl·laba és femenina, per tant la és la "b"
Pere Quart, Corrandes d'exili
En aquest exemple els versos "a" acaben en rima masculina, mentre que els versos "b" acaben en rima femenina.